# Противокосмическая оборона
Противокосмическая оборона (ПКО) — комплекс мероприятий и боевых действий в космосе, направленных на обнаружение и поражение (вывод из строя, блокирование) космических аппаратов противника для завоевания господства в космическом пространстве, срыва нападения противника из космоса, обеспечения живучести собственной группировки военно-космических систем и их надежного функционирования.
Противокосмическая оборона включает создание группировки противокосмических средств наземного и морского базирования, организацию контроля космического пространства, перехват и уничтожение (вывод из строя, блокирование) боевых и обеспечивающих военно-космических средств противника. Организуется как глобальная система. Осуществляется специальными комплексами обнаружения и перехвата космических целей, спутниками-перехватчиками и огневыми комплексами наземного и космического базирования Космических войск. В начале XXI века для этих целей могут использоваться система ИС (комплекс противокосмической обороны) (Россия) и авиационно-ракетные комплексы «АСАТ» (США).

## История ПКО в России
Начало 1960-х годов было тяжёлым временем, так как шло жестокое противостояние США и СССР. Оба государства тратили немалые средства на вооружение. В Союзе ССР создавалась система ПРО (противоракетной обороны), и одновременно ускоренными темпами осваивалось ближайшее космическое пространство. Начали разворачиваться работы по созданию систем вооружения для борьбы со спутниками — «истребителя спутников» (ИС), противокосмической обороны (ПКО). Были созданы научная и производственные базы, развернуты работы по строительству командного пункта, и ракетно-космического, радиолокационного комплексов обнаружения спутников (ОС). В 1961 году начались работы по подготовки к созданию и претворению в жизнь «ИС», а уже в 1963 году был осуществлен запуск первого в мире маневрирующего на орбите космического аппарата «Полёт-1», а в 1964 году «Полёт-2» осуществил маневрирование по заложенной программе. В том же, 1964 году было завершено создание радиотехнического комплекса на командном пункте системы ПКО — станции определения координат и передачи команд. В 1969 году были завершены работы по созданию и испытаниям Центра контроля космического пространства.
В 1970 году Центр контроля космического пространства (ЦККП) с одномашинным вычислительным комплексом был принят в эксплуатацию, с перечнем его боевых задач и характеристик, в том числе и с целеуказанием системе ПКО. 
С 1971 года по 1978 год были продолжены работы над совершенствованием технических средств, и программных алгоритмов комплекса «ИС» и КА (Космического Аппарата-перехватчика). В 1973 году комплекс «ИС» был принят лишь в опытную эксплуатацию. В период с 1973 года по 1978 год были проведены серии запусков перехватчиков с различными системами наведения и в результате модернизации комплекса «ИС» были существенно расширены без существенных материальных затрат. 
В 1978 году был принят на вооружение «ИС-М» с радиолокационной головкой самонаведения, а в 1979 году «ИС-М» был передан Войскам космической обороны и поставлен на боевое дежурство. В 1980 году были начаты исследования по проблемам развития систем и средств ПКО.
В 1978 году США выступили с предложением к Советскому Союзу заключить соглашение о запрещение противоспутниковых систем, включая ликвидацию существующих и запрет на разработку новых. Вместе с тем американцы были против ограничения испытаний космических кораблей типа «Шаттл» в качестве противоспутникового средства. СССР отказался от этого договора, в надежде задержать создание кораблей типа «Шаттл», но высказался за поэтапное решение проблемы. В 1980 году США прервали переговоры с СССР по противоспутниковым средствам, а в 1982 году СССР заявил на 37-й сессии ООН о готовности продолжить переговоры. В 1983 году СССР взял на себя обязательства не выводить первым в космическое пространство каких-либо видов противоспутникового оружия (то есть ввел односторонний мораторий) на все время, пока другие государства, в том числе и США, будут воздерживаться от вывода подобного оружия. 
5 сентября 1985 года Советский Союз заявил о том что, если США проведут испытания противоспутникового оружия с применение реальной цели в космическом пространстве, то СССР считает себя свободным от одностороннего моратория. 14 сентября США провели успешные испытания комплекса «АСАТ» по перехвату реальной цели — ИСЗ (Искусственного Спутника Земли) «Солвинд». В ответ на это, 15 сентября, СССР заявил о снятии с себя обязательств о не выводе в космос противоспутникового оружия. В это время на ПКО «ИС-М» проводились работы по дальнейшей модернизации и внедрению прямого довиткового перехвата космических целей. К концу 1985 года были проведены все подготовительные работы по демонстрации новой схемы перехвата и новых возможностей комплекса ПКО. Однако, не желая способствовать гонке противоспутникового вооружения, а также с нарастанием экономического и политического кризиса внутри Совета, руководство СССР приняло решение придерживаться одностороннего моратория, условия которого до настоящего времени соблюдает Россия.
В 1993 году Россия сняла с вооружения комплекс противокосмической обороны (КПО), сделав соответствующие заявления на брифинге МИД России.